# Atlantischer Menhaden
Der Atlantische Menhaden oder Bunker (Brevoortia tyrannus) ist ein Fisch aus der Ordnung der Heringsartigen, der an der nordamerikanischen Atlantikküste von Neuschottland bis Florida sowie den dortigen Ästuargewässern vorkommt. Nah verwandte Arten treten bis zur argentinischen Küste auf.
Der kleine Heringsartige ist als Filtrierer und Beutetier für Fische und Greifvögel von großer ökologischer Bedeutung. Nachdem er stark befischt wurde und seine Bestände dadurch einbrachen, wurden ab 2013 Fangquoten eingeführt, um einer Überfischung entgegenzuwirken.

## Erscheinung

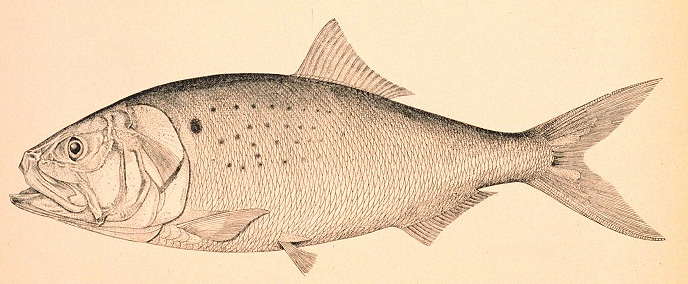
Atlantischer Menhaden

Der Körper ist seitlich abgeflacht mit scharf gekieltem Bauch. Der große, schuppenlose Kopf macht fast ein Drittel der Gesamtkörperlänge von bis zu 50 cm aus. Der Rücken ist dunkel blaugrün, Seiten, Bauch und Flossen sind silbrig mit bronzenem Glanz. Hinter dem Kiemendeckel sitzt ein deutlicher schwarzer Fleck, eine Reihe kleinerer Flecken folgt entlang der Flanke. Bauch- und Afterflosse haben jeweils 18 bis 24 Weichstrahlen, die Schwanzflosse ist deutlich gekerbt.

## Lebensweise und Lebenszyklus
Die Schwarmfische ernähren sich als Filtrierer, indem sie das Wasser vornehmlich nach Phyto-, aber auch nach Zooplankton durchsieben.
Vom Frühling bis zum Spätherbst finden sich die kleinen Fische in der Nähe der Küsten sowie in Flussmündungen zu großen Schwärmen zusammen. Im Herbst und frühen Winter entfernen sich geschlechtsreife Fische 30 bis 50 Kilometer von der Küste, um im offenen Wasser zu laichen. Nach zwei bis drei Tagen schlüpfen die Fischlarven, die von der Strömung in Küstennähe getrieben werden, wo sie ihr erstes Lebensjahr verbringen. Im Alter von einem bis drei Jahren ist der Menhaden, der eine Lebenserwartung von bis zu zehn Jahren hat, geschlechtsreif.
Die winterlichen Temperaturen haben Einfluss auf die Anzahl an Jungfischen, die im Frühling heranwachsen. Strengere Winter hemmten außerdem das Wachstum der Fischlarven, die in kalten Jahren weniger Nahrung fanden als in wärmeren Wintern.
In vielen Regionen entlang der Atlantikküste war die Anzahl der Jungfische seit den 1990er Jahren stark gesunken. Durch die Einführung von Fangquoten konnte dieser Trend mittlerweile aufgehalten werden und die Bestände sind (2021) dabei sich zu erholen.

## Wirtschaftliche Bedeutung

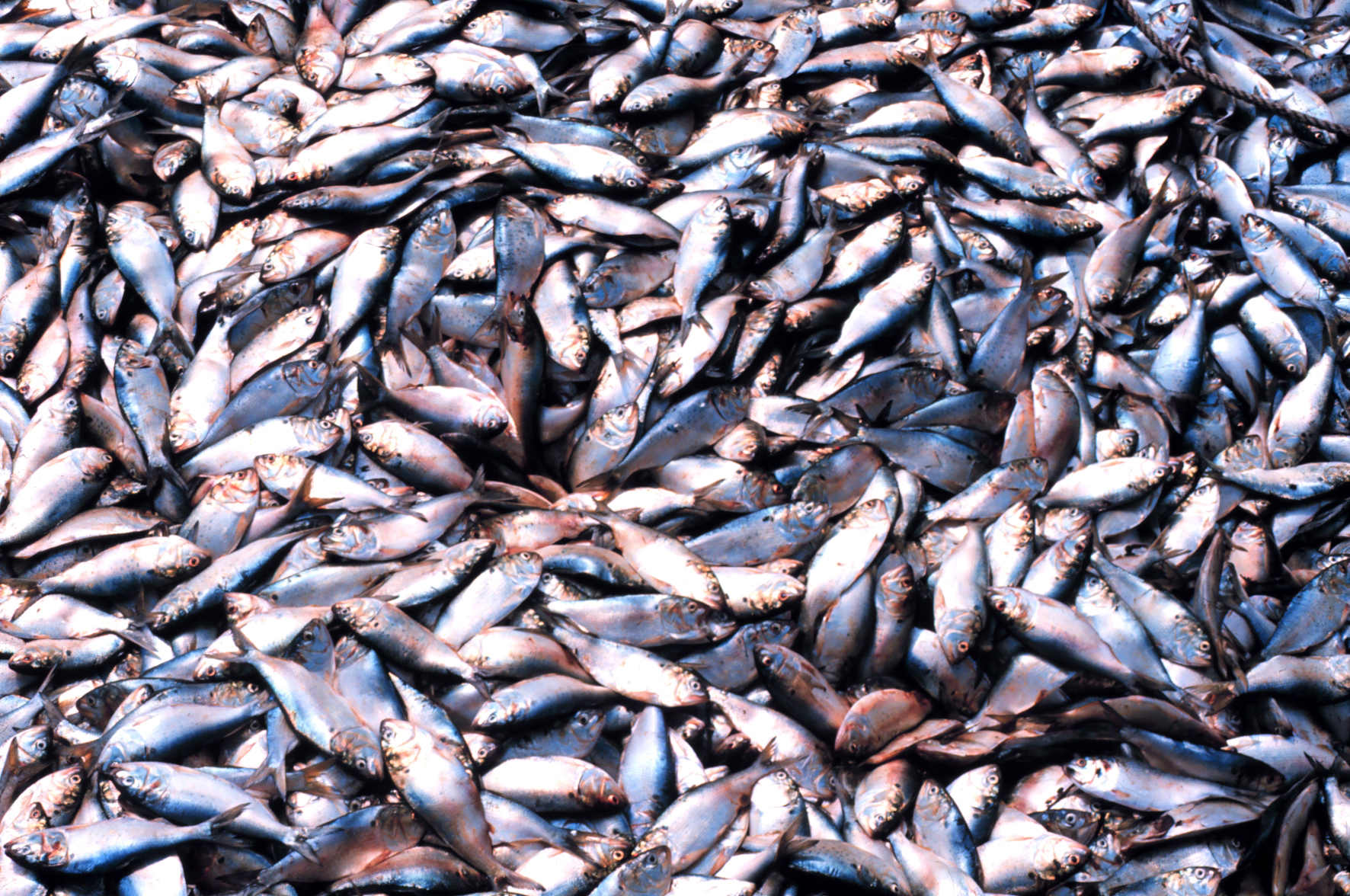
In den USA waren die Fangmengen für Menhaden Gegenstand öffentlicher Diskussionen

Studien konnten mittlerweile nachweisen, dass die Wasserqualität in Gebieten wie der Chesapeake Bay von der Anwesenheit der kleinen Fische profitiert. Sie spielen eine wichtige Rolle für das Ökosystem, da sie durch ihre Ernährung außergewöhnlich stark auftretende Algenblüte auf natürliche Weise eindämmen, wodurch sie Gewässer vor dem Umkippen bewahren. Insbesondere Stickstoffeinträge, die durch die Landwirtschaft die Gewässer belasten, werden durch einen stabilen Bestand der kleinen Fische nachweislich reduziert.
Der kleine Heringsartige ist als Teil der Nahrungskette ein wichtiges Beutetier und wird unter anderem von Walen, Delfinen, Wolfsbarschen, Blaufischen sowie dem Fischadler gejagt.
Der Menhaden ist an der nordamerikanischen Atlantikküste, unter anderem in der Chesapeake Bay, außerdem für die Fischerei der wichtigste Fisch. Da er reich an Omega-3-Fettsäuren ist, wird er unter anderem zu Fischöl sowie Nahrungsergänzungsmitteln verarbeitet, aber auch zu Tiernahrung.

## Schutz und Bedrohung

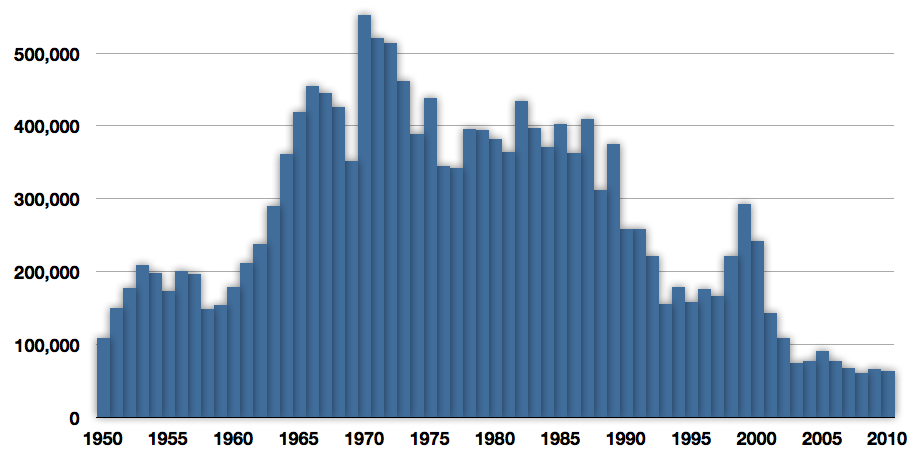
Fangmengen des Atlantischen Menhaden zwischen 1950 und 2010

Die Art gilt offiziell nicht als bedroht. Dennoch wurden in den USA von der Atlantic States Marine Fisheries Commission bereits im Dezember 2012 erste Fangbegrenzungen beschlossen, um der Überfischung entgegenzuwirken.
Im Jahr 2017 warben unterschiedliche Organisationen für die Beibehaltung der Fangquote. Ein stabiler Bestand des Menhaden sei wichtig für eine nachhaltige Erholung der Bestände von Tieren, die auf ihn als Beute angewiesen sind. Außerdem hätten die ursprünglichen Bestände, die vor der umfangreichen Befischung im Meer vorhanden waren, ihr ursprüngliches Niveau noch immer nicht wieder erreicht.
Durch eine noch stärkere Regulierung der Fangquoten konnte 2021 beobachtet werden, dass nicht nur mehr Wale und Delfine, sondern auch Seehunde, Blauflossen-Thunfische, Haie, Hummer und Weißkopfseeadler von dem reicheren Nahrungsangebot profitierten.